# یورکا (فیلم)
یورکا (به انگلیسی: Eureka) یک سینمایی درام انگلیسی-آمریکایی محصول سال ۱۹۸۳ میلادی به کارگردانی نیکلاس روگ است. داستان فیلم دربارهٔ یک کاشف طلا در کلوندایک، یوکان است. جک مک کان (جین هکمن) که این کشف آن را ثروتمند می‌کند، اما در عین حال با ترس از این که دخترش تریسی (تریسا راسل) و دامادش (روتخر هاور) در تلاش هستند تا ثروت او را به‌دست آورند، همچنین سرمایه‌گذاران حریص (جو پشی و میکی رورک) نیز در حال شکار ثروت مک کان هستند.   